# Uljana Maratowna Aisatulina
Uljana Maratowna Aisatulina (russisch Ульяна Маратауна Айзатулина; englische Schreibweise Ulyana Ayzatulina; * 1. Februar 1996) ist eine ehemalige russische Tennisspielerin.

## Karriere
Aisatulina begann mit sieben Jahren das Tennisspielen und bevorzugt Sandplätze. Sie spielte vor allem bei Turnieren der ITF Women’s World Tennis Tour, wo sie zwei Titel im Einzel und vier im Doppel gewinnen konnte.

## Turniersiege

### Einzel
| Nr. | Datum           | Turnier   | Kategorie   | Belag     | Finalgegnerin     | Ergebnis |
| --- | --------------- | --------- | ----------- | --------- | ----------------- | -------- |
| 1.  | 22. Januar 2012 | Coimbra   | ITF $10.000 | Hartplatz | Caitlin Whoriskey | 7:5, 6:1 |
| 2.  | 2. Oktober 2016 | Schymkent | ITF $10.000 | Sand      | Gösäl Ainitdinowa | 7:5, 6:0 |

### Doppel
| Nr. | Datum            | Turnier             | Kategorie   | Belag     | Partnerin          | Finalgegnerinnen                              | Ergebnis |
| --- | ---------------- | ------------------- | ----------- | --------- | ------------------ | --------------------------------------------- | -------- |
| 1.  | 1. Oktober 2016  | Shymkent            | ITF $10.000 | Sand      | Margarita Lasarewa | Schibek Qulambajewa Anna Alexandrowna Ukolowa | 6:2, 6:3 |
| 2.  | 1. April 2018    | Antalya             | ITF $15.000 | Sand      | Wlada Kowal        | Veronika Erjavec Nina Potočnik                | 6:1, 6:4 |
| 3.  | 26. Januar 2019  | Monastir            | ITF W15     | Hartplatz | Tamara Malešević   | Madison Westby Amy Zhu                        | 6:4, 6:2 |
| 4.  | 23. Februar 2019 | Scharm asch-Schaich | ITF W15     | Hartplatz | Alina Silitsch     | Chelsea Vanhoutte Amber Washington            | 7:5, 6:4 |